# KKBワイド96
『KKBワイド96』（ケーケービーワイドきゅうじゅうろく）は、1991年10月7日から1995年3月31日までに3年半、鹿児島放送が平日夕方に生放送されていた鹿児島県向けのローカルワイドニュース番組である。

## 番組概要
- 『KKBニュース6:00』の終了以来4年ぶりに鹿児島放送が制作した夕方のニュース番組で、『KKBニュース』（第2期）の後番組として放送開始。

- 番組タイトルにある「96」は、1991年当時の鹿児島県の市町村数を示している。

- 開始当初は18:30から放送の25分番組で、直前の時間帯に放送されていたテレビ朝日発の全国ニュース『ステーションEYE』とは別にされていた。

- 1992年10月5日放送分からは『ステーションEYE ANN』を内包し、放送時間が大幅に拡大した。

- 番組は1995年春の改編を機に同タイトルでの放送を終了し、『おーいかごしま96』へと改題リニューアルした。改題後にはさらに放送時間が拡大し、1時間30分近くのローカルワイドニュース情報番組になっている。

## キャスター
- 揖宿泰洋
- 大庭みさこ
- 橋本広美

## 放送時間
- 月曜日 - 金曜日 18:30 - 18:55（1991年10月7日 - 1992年10月2日）
- 月曜日 - 金曜日 17:58 - 18:55（1992年10月5日 - 1995年3月31日）